# Dalby (Faxe Kommune)
 For alternative betydninger, se Dalby. (Se også artikler, som begynder med Dalby)
Dalby er en by på Sydsjælland med 2.404 indbyggere  (2024), beliggende i Sønder Dalby Sogn. Byen nævnes i 1360 og blev udskiftet i 1792. Dalby ligger mellem Haslev, Karise, Rønnede og Køge ved Sydmotorvejen, mellem til/frakørsel 35 (nordgående retning mod København) og til/frakørsel 36 (Sydgående retning, mod Vordingborg). Dalby lå tidligere i den forhenværende Rønnede Kommune i det nedlagte Storstrøms Amt og ligger nu i Faxe Kommune og hører til Region Sjælland.

## I byen
I selve Dalby findes en hal, en skole, en tank, en superbrugs, et ældrecenter, et hotel, en netto, et pizzeria og en frisørsalon. Desuden Dalby Kirke tidligere under Tryggevælde Provsti. Skolen er Bavneskolen (som ligger på Bavnestræde). Hallen hedder Dalbyhallen. Tanken er en Shell-tank, beliggende ved busstoppestedet.
Ældrecenteret og SuperBrugsen ligger ved Lindhardsvej, hvor der også er en OK-tank og en OK vaskehal. Dalbyhotel ligger ligeoverfor T-Krydset hvor Piberhusvej (vejen til/fra Haslev) starter.
Dalby Pizzeria ligger ved Shell-tanken og stoppestedet.
Frisør salon "Katrine Boas" ved SuperBrugsen.
Byen ligger på siden af Dalbybakke (Højeste punkt 57 meter), men ikke nede i en dal. Dalby består af flere byer, men det oprindelige navn er Dalby. Øvrige byer, der nu hører under navnet "Dalby" er; Dalby-Borup, Kelstrup, Jenstrup, Dalby og Babberup.

## Demografi
Pr. 1. januar
| År   | Antal |
| ---- | ----- |
| 1976 | 919   |
| 1981 | 1.102 |
| 1986 | 1.306 |
| 1990 | 1.607 |
| 1996 | 1.666 |
| 2000 | 1.774 |
| 2004 | 1.965 |
| 2008 | 2.085 |
| 2010 | 2.152 |
| 2022 | 2.253 |